# Nathan Rappaport

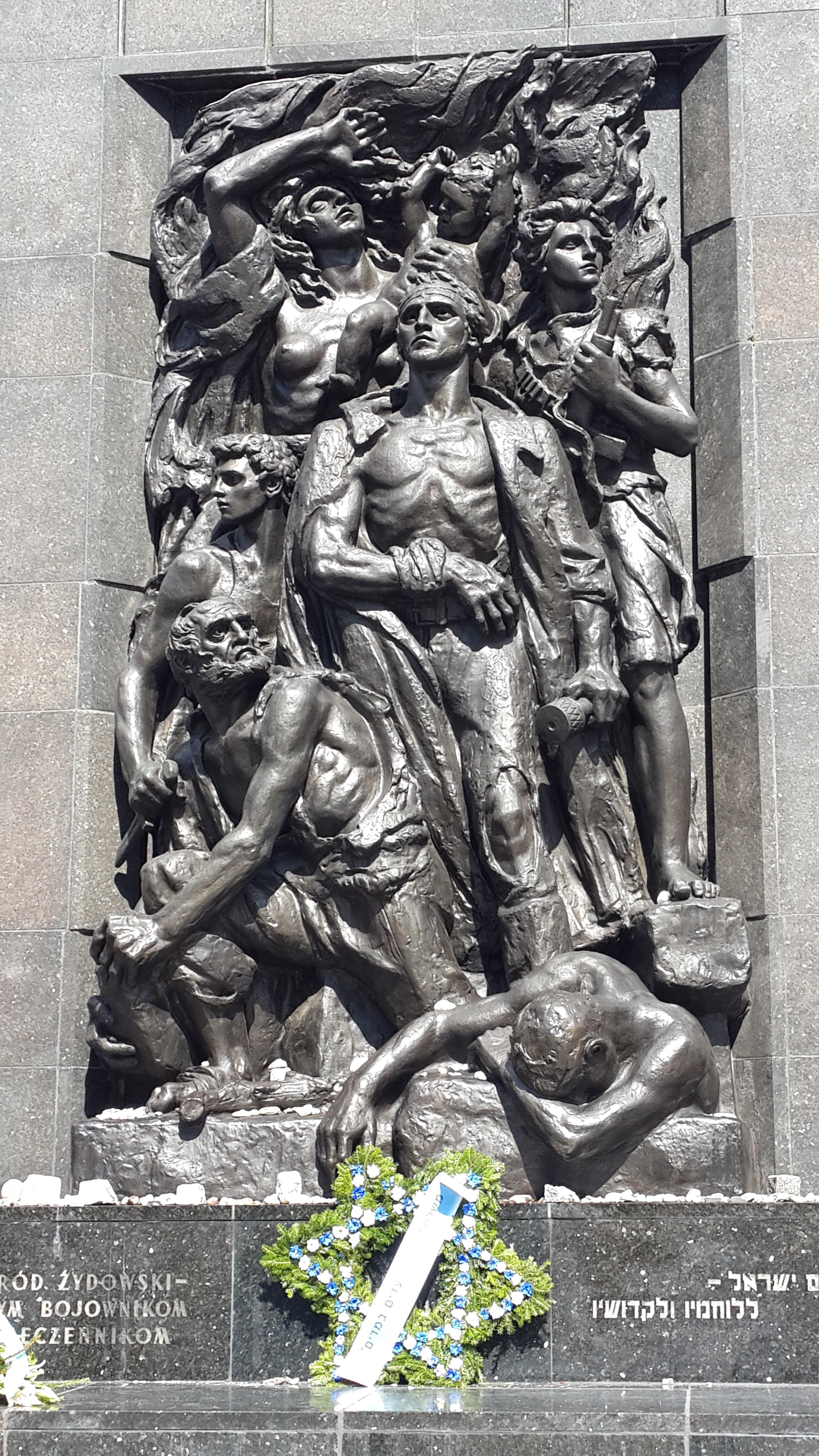
Skulptur am Warschauer Ghetto-Ehrenmal

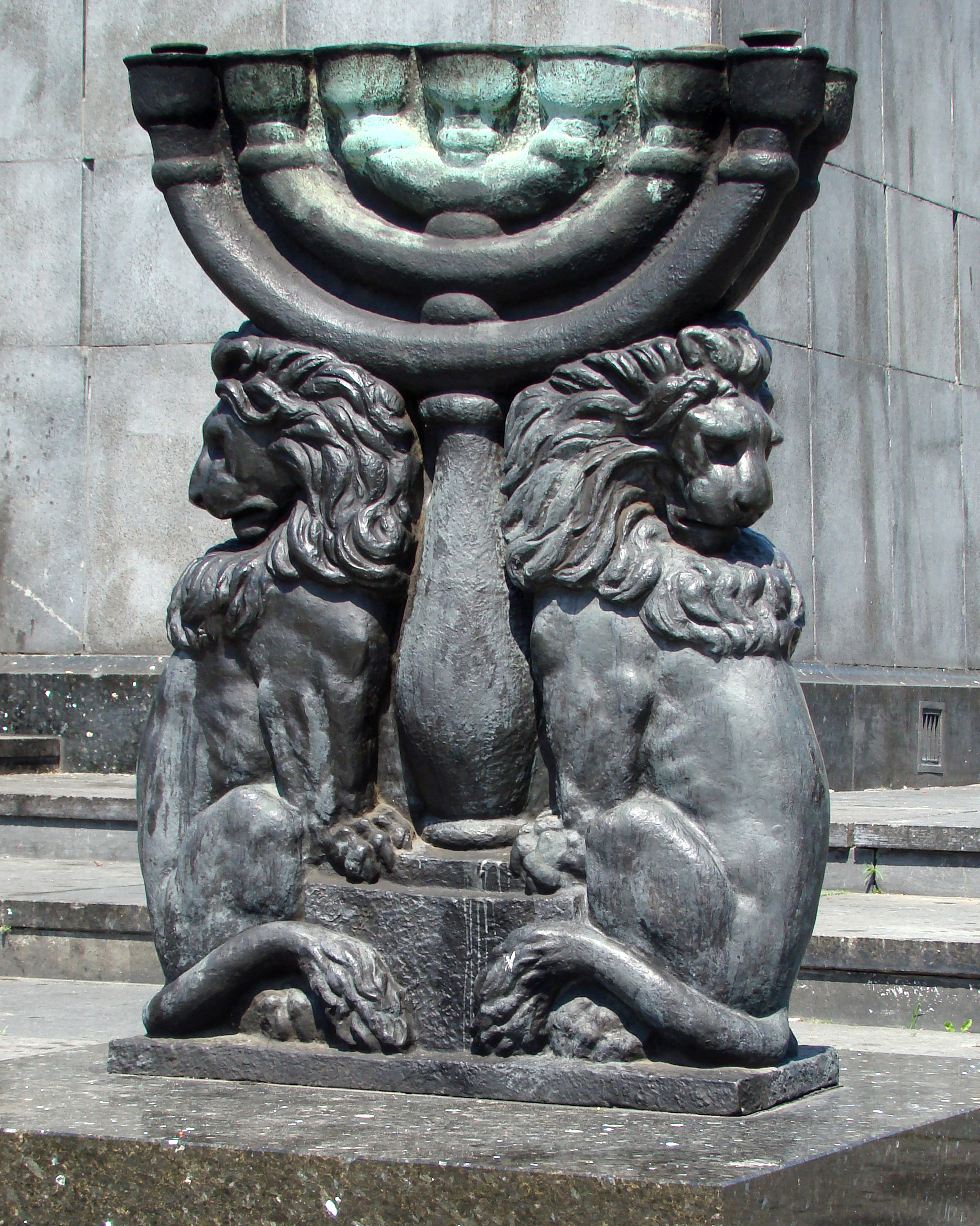
Menorah am Warschauer Ghetto-Ehrenmal

Nathan Jakow Rappaport (auch Rapoport, Rapaport) (geboren 7. November 1911 in Warschau; gestorben 4. Juni 1987 in New York) war ein in Polen geborener jüdischer Bildhauer.

## Leben
Nathan Rappaport studierte von 1931 bis 1936 an der Warschauer Akademie der Schönen Künste bei Tadeusz Breyer. 1936 und 1939 besuchte er dank eines Stipendiums der Akademie Frankreich und Italien.
Nach Beginn des Zweiten Weltkriegs 1939 flüchtete er in den östlichen, von der Roten Armee besetzten Teil Polens. 1941 flüchtete er während des Deutsch-Sowjetischen Kriegs weiter nach Taschkent, später kam er nach Nowosibirsk. Im Sommer 1946 kehrte er zurück nach Warschau.
Gemeinsam mit dem Architekten Leon Marek Suzin entwarf er das Warschauer Ghetto-Ehrenmal, das am 19. April 1948 enthüllt wurde.
1950 ging Rappaport nach Paris, dann nach Israel, 1959 siedelte er sich in New York an, wo er 1965 eingebürgert wurde.
Er beschäftigte sich zuerst mit der Porträtskulptur, auch während des Aufenthaltes in der Sowjetunion. Unter dem Einfluss der Shoa-Tragödie galt sein Interesse der Monumentalskulptur. Neben dem Warschauer Ghetto-Ehrenmal errichtete er in Israel und in den USA weitere Denkmäler. Die Kunstkritiker schätzen besonders das Monument Die Feuerrollen (1971) im Wald der Märtyrer auf den Judäahügeln bei Jerusalem in Form zweier Thorarollen mit Szenen aus dem Pentateuch, die die Jüdische Diaspora, die Gründung des Staates Israel und den Sechstagekrieg betreffen. Ein weiteres Denkmal in Israel befindet sich im Kibbuz Negba.
In Jersey City schuf Rappaport 1985 eine Monumentalskulptur, die einen amerikanischen Soldaten darstellt, der einen Holocaust-Überlebenden trägt.
Rappaport starb am 4. Juni 1987 im Alter von 75 Jahren im St. Luke's-Roosevelt Hospital Center, New York.